# 정아은
정아은(1975년 3월 22일 ~ 2024년 12월 17일)은 대한민국의 소설가이다.

## 학력
- 세종대학교 (영어영문학 / 학사)

## 생애
1975년 전남 순천에서 태어났다. 대학에서 영어영문학을 전공했고, 졸업 후엔 은행원과 컨설턴트, 통·번역가 등 다양한 직업을 거쳤다. 2013년 제18회 한겨레문학상을 받으며 작품활동을 시작했다.
2024년 말, 서울 양천구의 한 고등학교에서 영어교사로 2개월동안 근무하였다.

### 사망
2024년 12월 17일, 사고로 사망했다. 향년 49세.

## 저서
- 모던하트
- 잠실동 사람들
- 맨얼굴의 사랑
- 느 날 몸 밖으로 나간 여자는 (화이의 이야기)
- 그 남자의 집으로 들어갔다 (지성의 이야기)
- 엄마의 독서
- 당신이 집에서 논다는 거짓말
- 높은 자존감의 사랑법
- 이렇게 작가가 되었습니다
- 전두환의 마지막 33년